# Kampfhubschrauberregiment 26
Das Kampfhubschrauberregiment 26 „Franken“ war Teil der Luftbeweglichen Brigade 1 und als fliegender Kampfverband zuständig für die Panzerabwehr des deutschen Heeres. Heimatstandort war die Otto-Lilienthal-Kaserne im mittelfränkischen Roth in Bayern.

## Geschichte

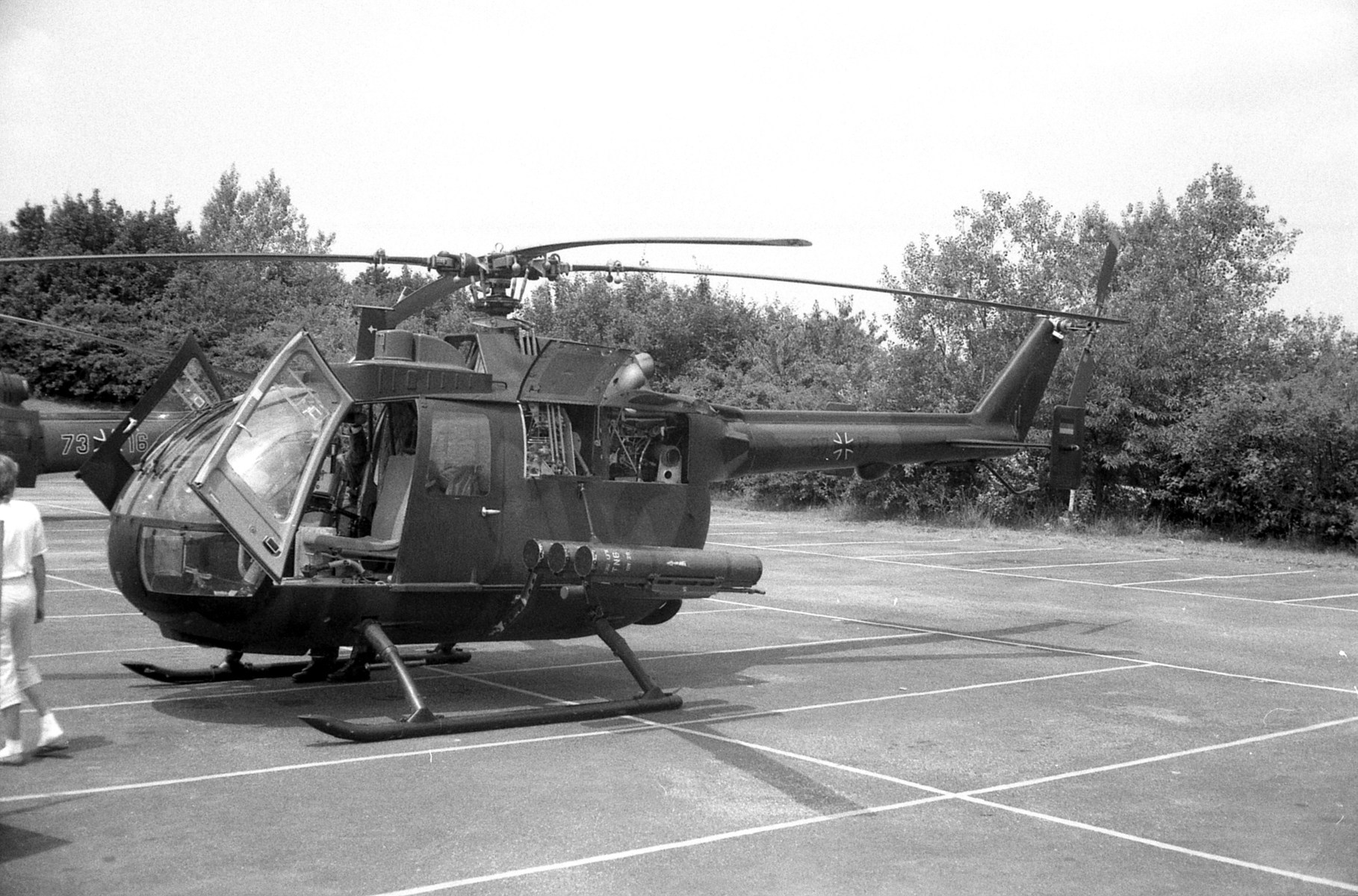
PAH 1 aus Roth-Kiliansdorf, TdoT in Bad Mergentheim, 1983

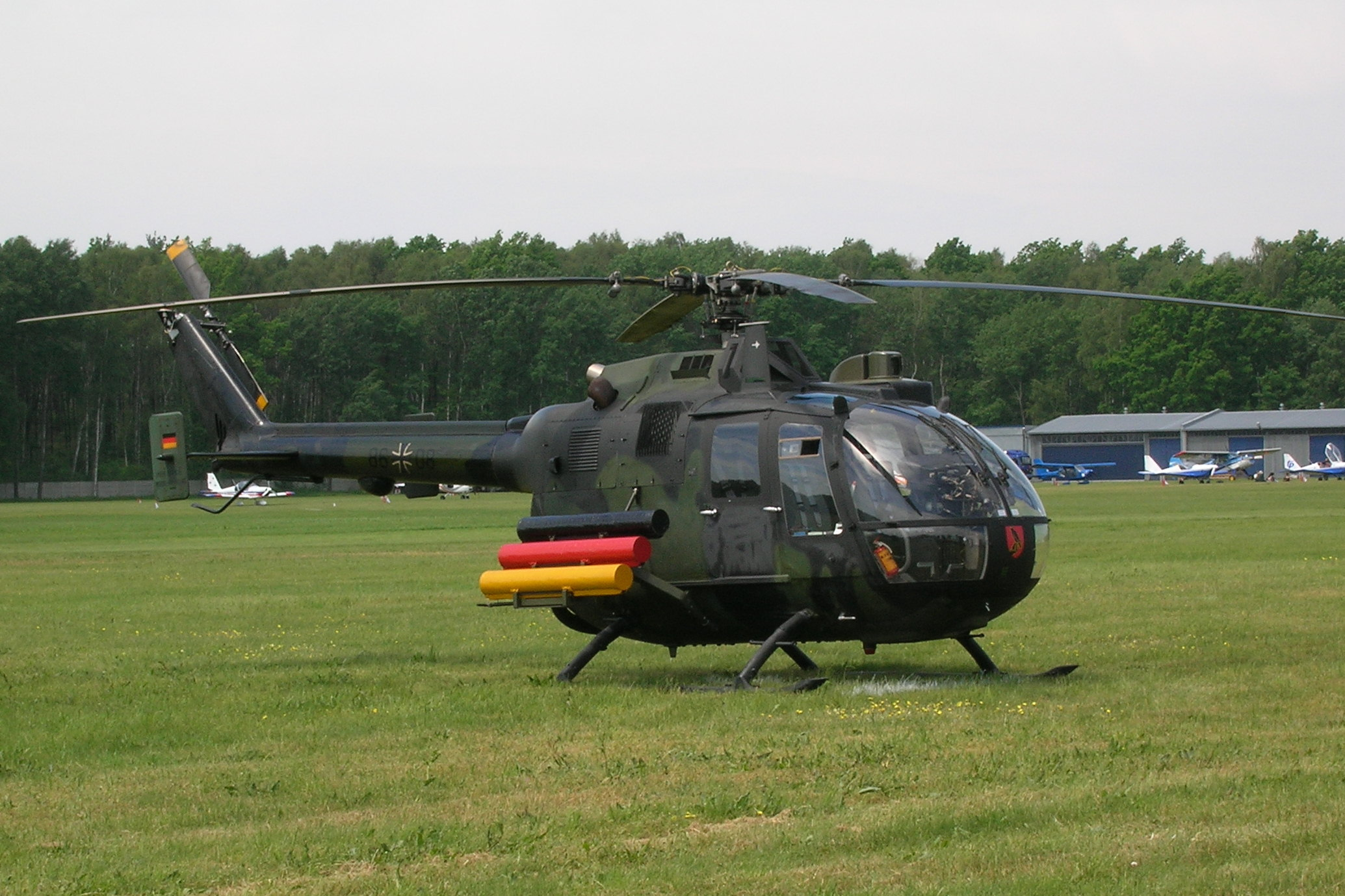
BO 105 PAH

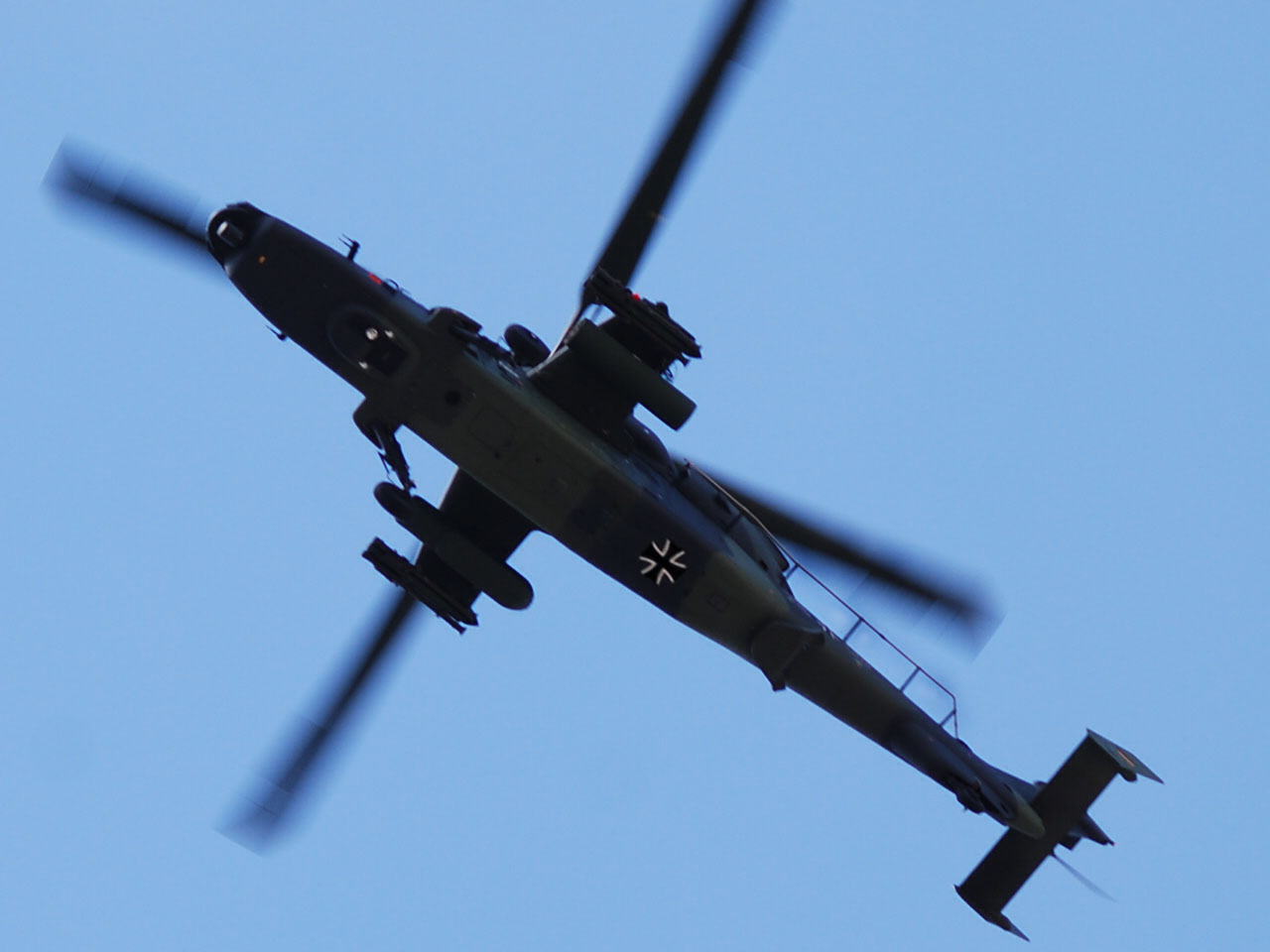
EC 665 Tiger UHT

Der Verband wurde im Jahr 1979 als eines von ursprünglich drei Panzerabwehrhubschrauberregimentern mit jeweils 56 Hubschraubern vom Typ BO 105P als Heeresfliegerregiment 26 aufgestellt. 1980 begann der Flugbetrieb mit den neuen Hubschraubern. 1997 wechselte die Unterstellung des Regiments vom II. Korps in Ulm zur Luftmechanisierten Brigade 1 in Fritzlar, die 2007 in Luftbewegliche Brigade 1 umbenannt wurde.
2003 erfolgte die Umbenennung des Verbands in Kampfhubschrauberregiment 26 mit dem Beinamen „Franken“. Zugleich begann die Umgliederung im Rahmen der Einführung des Kampfhubschraubers EC 665 Tiger. Im Juli 2011 wurden die umfangreichen Infrastrukturmaßnahmen mit einem Gesamtvolumen von 150 Millionen Euro für den Betrieb des neuen Waffensystems abgeschlossen. Der Heeresflugplatz Roth verfügte nun u. a. über die modernste Luftfahrzeuginstandsetzungshalle in Deutschland. Außer in Roth sollte der Tiger noch beim Kampfhubschrauberregiment 36 in Fritzlar stationiert werden.
Im Mai 2011 gab der Bundesminister der Verteidigung Thomas de Maizière bekannt, dass das Kampfhubschrauberregiment 26 im Rahmen der Bundeswehrreform aufgelöst wird und der Kampfhubschrauber Tiger ausschließlich am Heeresflugplatz Fritzlar, zugleich Standort der Luftbeweglichen Brigade 1 und Standort des Kampfhubschrauberregiment 36, konzentriert wird. Im Juli 2013 gab es einen letzten Tag der offenen Tür und der sogenannte „Fly-Out“ fand am 25. September 2013 statt.
Der operative Flugbetrieb wurde am 31. Oktober 2013 eingestellt, und die letzten vier Hubschrauber verließen am 16. Dezember 2013 den Flugplatz in Richtung Celle. Am 27. März 2014 wurde das Kampfhubschrauberregiment 26 von seinem Auftrag entbunden und zum 30. Juni 2014 aufgelöst.
Die für den Tiger neu errichtete Infrastruktur auf dem Flugplatzgelände stand zunächst einige Jahre leer und wird zurzeit zur Lagerung ausgemusterter Hubschrauber UH-1D genutzt. Die Kasernengebäude des Regiments sind inzwischen fast vollständig abgerissen; hier entsteht die neue Offizierschule der Luftwaffe.

## Auftrag
- Kampfeinsätze mit dem Kampfhubschrauber Tiger im Rahmen des Gefechts der Verbundenen Waffen/Einsatz der Verbundenen Kräfte, einschließlich Joint- und Combined-Einsätze, in und aus dem bodennahen Luftraum im Rahmen der Operationen Luftmechanisierter/Luftbeweglicher Kräfte
- Unterstützung von Kampf- und Kampfunterstützungstruppen sowie Spezialisierten Kräften
- Durchführung von Verbindungs- und Erkundungsflügen
- Betrieb eines Heeresflugplatzes mit Instrumentenanflugverfahren im Frieden
- Im Einsatz Operation aus Verfügungsräumen oder von einem Feldflugplatz

## Gliederung
- Stabsstaffel
- Fliegende Abteilung 261
- Luftfahrzeugtechnische Abteilung 262
- Heeresfliegerversorgungsstaffel 265
- Heeresfliegerstaffel 269 (im März 2013 aufgelöst)[4]

## Kommandeure
Die Regimentskommandeure waren:
| Nr. | Name                          | Beginn der Berufung | Ende der Berufung  |
| --- | ----------------------------- | ------------------- | ------------------ |
| 12  | Oberst Bodo Schütte           | 9. November 2012    | 30. Juni 2014      |
| 11  | Oberst Michael Mittelberg     | 26. März 2009       | 9. November 2012   |
| 10  | Oberst Hans-Peter Grathwol    | 19. April 2006      | 26. März 2009      |
| 9   | Oberst Hans Heinrich Heidmann | 27. Januar 2004     | 19. April 2006     |
| 8   | Oberst Thomas Winter          | 11. Juli 2002       | † 8. Dezember 2003 |
| 7   | Oberst Hans-Rainer Goller     | 11. Mai 2000        | 11. Juli 2002      |
| 6   | Oberst Uwe Singer             | 28. September 1998  | 11. Mai 2000       |
| 5   | Oberst Gunther Schaulinski    | 12. Dezember 1994   | 28. September 1998 |
| 4   | Oberst Martin Pöhlmann        | 30. März 1987       | 12. Dezember 1994  |
| 3   | Oberst Rudolf Winkler         | 4. Oktober 1984     | 30. März 1987      |
| 2   | Oberst Konrad Roesen          | 23. September 1982  | 4. Oktober 1984    |
| 1   | Oberst István Csoboth         | 1. Oktober 1979     | 23. September 1982 |

## Wappen
Das Wappen (internes Verbandsabzeichen) zeigt auf bordeauxrotem Schild eine angreifende Hornisse mit gen Boden gerichtetem Pfeil und Bogen. Die Grundfarbe des Schildes symbolisiert die Barettfarbe der Heeresfliegertruppe, Pfeil und Bogen der Hornisse stehen für den Lenkflugkörper HOT, der Bewaffnung der Panzerabwehrhubschrauber. Die progressiv gestaltete Hornisse spiegelt die Bekämpfung von gepanzerten Zielen aus der Luft wider. In den Flügeln sind die weiß-blauen Rauten des Freistaates Bayern integriert. Der Schildfuß enthält das stilisierte Wappen der Garnisonsstadt Roth, dem Heimatstandort des Regimentes.